# Anatol Listowski
Anatol Listowski (ur. 15 października 1904 w Hrubieszowie, zm. 7 sierpnia 1987 w Krakowie) – polski gleboznawca, profesor doktor habilitowany Uniwersytetu Jagiellońskiego.

## Życiorys
Syn generała Antoniego Listowskiego i Józefy z Łaniewskich. Uczył się w gimnazjum Macierzy Polskiej w Kijowie, a następnie w Zamościu. Po egzaminie złożeniu egzaminu dojrzałości wyjechał do Krakowa i studiował na Wydziale Filozoficzno-Przyrodniczym Uniwersytetu Jagiellońskiego. W 1928 uzyskał stopień doktora filozofii, a następnie rozpoczął pracę w Stacji Hodowli Zbóż i Ziemniaka koło Dębicy. W 1932 przeprowadził się do Dublan, gdzie otrzymał etat asystenta w Katedrze Uprawy Roślin Politechniki Lwowskiej. Trzy lata później powrócił do Krakowa, gdzie na Uniwersytecie Jagiellońskim został adiunktem i wykładowcą odmianoznawstwa roślin w Katedrze Hodowli Roślin na Wydziale Rolnym. Na początku II wojny światowej po wkroczeniu do Krakowa Niemców został w ramach akcji Sonderaktion Krakau aresztowany i uwięziony w obozie koncentracyjnym Sachsenhausen a następnie w Dachau. Pod koniec 1941 został uwolniony, dwa lata później prof. Władysław Szafer wydał mu polecenie zorganizowania tajnego Wydziału Rolnego, którym kierował do zakończenia wojny. W 1945 pełnił funkcję kierownika w Zakładzie Uprawy Roślin, równocześnie pracując w Państwowych Zakładach Hodowli Roślin był organizatorem stacji hodowlanych w województwie krakowskim i na Śląsku. W 1946 przedstawił rozprawę dotyczącą „Wpływu suszy i długości dnia na rozwój jęczmienia jarego” i uzyskał stopień doktora habilitowanego, a następnie profesora nadzwyczajnego. Pod koniec tego samego roku przeniósł się do Warszawy, gdzie otrzymał etat w Szkole Głównej Gospodarstwa Wiejskiego. W 1950 nastąpiło przekształcenie Państwowego Instytutu Naukowego Gospodarstwa Wiejskiego w Instytut Uprawy, Nawożenia i Gleboznawstwa, w 1951 Anatol Listowski został powołany na stanowisko dyrektora tej instytucji i zajmował je do 1968. W 1952 został członkiem korespondentem Polskiej Akademii Nauk, a w 1961 członkiem rzeczywistym. Od 1957 do 1971 wchodził w skład Prezydium PAN, od 1958 przez siedem lat był sekretarzem V Wydziału Nauk Rolniczych i Leśnych. W 1966 został wybrany na dwuletnią kadencję na stanowisko wiceprezesa PAN, jednocześnie był członkiem Rolniczej Akademii Nauk NRD oraz członkiem Akademii Nauk Rolniczych Czechosłowacji. W 1969 rozpoczął pracę w Instytucie Hodowli i Aklimatyzacji Roślin, w Zakładzie Agronomii Ziemniaka w Jadwisinie oraz pracę wykładowcy filozofii rozwojowej roślin w Wyższej Szkoły Rolniczej w Lublinie, w 1972 przeszedł na emeryturę i zamieszkał w Krakowie. Pozostał aktywny zawodowo, prowadził wykłady zlecone z biologii rolniczej na krakowskiej Akademii Rolniczej oraz działał społecznie w tamtejszym oddziale PAN. Od 1945 do 1948 należał do Polskiej Partii Socjalistycznej, od 1948 do 1974 do Polskiej Zjednoczonej Partii Robotniczej. Spoczywa na cmentarzu Rakowickim (kw. XVIII, rząd 13, grób 36).

## Publikacje
Opublikował 70 rozpraw i felietonów naukowych oraz 30 artykułów popularno-naukowych i technicznych, był również współautorem podręczników i książek
- O zmienności typu kwitnienia;
- Doświadczenia z roślinami zbożowymi;
- Szczegółowa uprawa roślin: podręcznik dla studentów wyższych szkół rolniczych (współautor I tomu Stefan Barbacki i Mieczysław Birecki, tomu II Emil Chroboczek);
- Podstawy uprawy roślin (autor Maurice Eddowes; tłumaczenie pod red. Anatola Listowskiego);
- O rozwoju roślin;
- Fizjologia kwitnienia (autor William S. Hillman, tłumaczenie pod red. Anatola Listowskiego);
- Uprawa roślin: podręcznik dla studentów wyższych szkół rolniczych (współautor Stefan Barbacki z zespołem);

## Odznaczenia
- Krzyż Oficerski Orderu Odrodzenia Polski (1955);
- Krzyż Komandorski Orderu Odrodzenia Polski (1964);
- Krzyż Komandorski z Gwiazdą Orderu Odrodzenia Polski (1986);
- Order Sztandaru Pracy II klasy (1964)[5] i I klasy (1977);
- Medal im. Mikołaja Kopernika PAN (1984)